# Øster Jølby Sogn
Øster Jølby Sogn er et sogn i Morsø Provsti (Aalborg Stift).
I 1800-tallet var Øster Jølby Sogn anneks til Galtrup Sogn. Begge sogne hørte til Morsø Nørre Herred i Thisted Amt. Galtrup-Øster Jølby sognekommune blev ved kommunalreformen i 1970 indlemmet i Morsø Kommune.
I Øster Jølby Sogn ligger Øster Jølby Kirke.
I sognet findes følgende autoriserede stednavne:
- Klunhøjsminde (bebyggelse)
- Øster Jølby (bebyggelse, ejerlav)